# Eudoliche vittata
Eudoliche vittata là một loài bướm đêm thuộc phân họ Arctiinae, họ Erebidae.